# 柏木椎名
柏木 椎名（かしわぎ しいな、旧芸名：柏木 しいな（読み同じ）、10月8日 - ）は、日本のアイドル、女優、声優、作詞家。

## 略歴

### 2015年
- 3月20日 秋葉原ディアステージに入店。
- 6月4日 ディア☆のメンバーとして活動することを発表。

### 2020年
- 1月6日 ＃DSPMSTARSのメンバーとして活動すること発表。[1]

- 5月18日 劇団☆ディアステージのメンバーとして活動すること発表。[2]

### 2021年
- 10月25日 柏木しいなから柏木椎名に改名。[3]

### 2024年
- 5月31日 ディアステージを退所。[4]

### 2025年
- 7月23日 METEORA st.に所属することを発表。[5]
- 10月11日 秋葉原ディアステージを卒業予定。[6]

## 作品

### ソロ楽曲
- ぜったい♡福♡YOU
  - 作詞 - 柏木しいな、フワリ / 作曲 - フワリ

### 参加作品
- ヒ・ス・ト・リ・ア（ACE version）[7]
  - 作詞 - ささかまリス子 / 作曲・編曲 - ラムシーニ
- 人生は不平等だけどッ！feat.柏木しいな、桜野羽咲、白水桜太郎  (from DEARSTAGE)
  - みきちゅのアルバム「ポメラニアン」に収録
- さよなら、かみさま（2021年11月10日、DearStage Records.、MJDS-1218）[8]
  - 作詞 - 柏木しいな / 作曲・編曲 - 中村純一 / 歌 - 柏木椎名、三浜ありさ
  - 舞台「ネコにマタタビ♡アキバにオタク」劇中歌
- 何もない私
  - 舞台「蛇骸王STRIKE」劇中歌
- 独白（2022年5月25日、DearStage Records.、MJDS-1228）[9]
  - 作詞 - 柏木椎名 / 作曲・編曲 - 中村純一 / 歌 - 雛形羽衣、桜町たろ、柏木椎名、長月明日香
  - 舞台「世界は僕のCUBE で造られる・2022」主題歌
- アンコール!!（2023年3月12日、DearStage Records.、MJDS-1249）
  - 作詞 - 柏木椎名 / 作曲・編曲 - 中村純一 / 歌 - 劇団☆ディアステージ（雛形羽衣、柏木椎名、長月明日香、斉藤まなか）
  - 舞台「テイクショットをもう一度 -カーリングと私たちの激アツな日々-」主題歌

### 提供作品
- RASCAL CLAN
  - 「ゾンビパフェア・ラ・モード」（作詞）
- DEMPAビルディング
  - 「汝、心にビルを建てよ」（作詞）

## 出演

### 舞台

#### 2017年
- 爆走おとな小学生「勇者セイヤンの物語(真)」（2017年7月26日 - 30日、CBGKシブゲキ!!） - ピッカチュン 役[10]

#### 2020年
- 『閃光プラネタゲートSPECIAL THE SHOW「アザラシは時空を超えて」』（2020年2月23日、R'sアートコート）[11]
- ILLUMINUS「リモ女☆演劇部活動中！」（2020年9月2日 - 6日、シアターKASSAI） - 仲代絵麻（エマエマ） 役[12]
- M-SMILE「渋谷2丁目劇場～キミに贈る朗読会 ハロウィンSP～」（2020年10月10日、MsmileBOX渋谷） - 日替わりゲスト[13]
- 劇団☆ディアステージ『音楽朗読劇「えんとつ町のプペル」』（2020年11月7日 - 8日、R'sアートコート）[14] - レベッカ、郵便屋さん 役

#### 2021年
- トキヲイキル第7回本公演「検温しましょ」東京公演（2021年1月20日 - 24日、上野ストアハウス）[15] - 寺井奈月 役
- M-SMILE『キミに贈る朗読会「サトラレ～the reading～」』（2021年2月13日 - 14日、MsmileBOX渋谷）[16]
- フライドBALL企画vol.43「Funkyナース〜きばらんか！〜」（2021年3月31日 - 4月4日、シアターブラッツ）[17] - 草分愛 役
- UDA☆MAP「ガールズトーク☆アパートメント 2020Ver」（2021年6月16日 - 21日、シアターKASSAI）[18] - 鋤田花苗 役
- ILLUMINUS『咲女花劇「咲く声、ふわらと舞い降りて、」』（2021年7月8日 - 13日、シアターKASSAI）[19] - 景村くうら 役
- Enthena「あの頂上を目指して〜14年越しの奇跡〜」（2021年7月28日 - 8月1日、恵比寿・エコー劇場）[20] - 斉藤優衣 役
- 劇団☆ディアステージ『音楽朗読劇「絵本 えんとつ町のプペル」特別配信』（2021年8月11日 - 12日、配信） - レベッカ、郵便屋さん 役
- 劇団☆ディアステージ第3回公演「ネコにマタタビ♡アキバにオタク」（2021年9月23日 - 26日、シアターKASSAI） - みいこ 役[21]
- 骸骨ストリッパー「蛇骸王STRIKE」（2021年10月21日 - 24日、武蔵野芸能劇場）[22] - 泉來 役
- Studio K'z「劇場版演劇バラエティ『アイガク』秋晴シリーズ」（2021年10月31日、BECKアキバ）[23]
- Toy Late Lie仮設公演 Vol.2「こんなとこにも探偵」（2021年11月17日 - 21日、アトリエファンファーレ東新宿）[24] - 膝下璃子 役

#### 2022年
- 劇団☆ディアステージ第4回公演 「トラブルメーカーwww」（2022年1月19日, 21日、シアターKASSAI） - 日替わりゲスト[25]
- ILLUMINUS「赤の女王」（2022年1月29日 - 2月6日、六行会ホール） - ニーナ 役（Wキャスト）[26]
- ASSH-DX Vol.5 ～ 劇団☆ディアステージ collaboration ～「世界は僕のCUBE で造られる・2022」（2022年3月31日 - 4月10日、あうるすぽっと）- フローレンス 役[27]
- Toy Late Lie仮設公演 Vol.3「こんなとこにも探偵the file零」（2022年4月27日 - 5月1日、高島平バルスタジオ）[28] - 膝下璃子 役
- ILLUMINUS「純血の女王」（2022年5月28日 - 6月5日、六行会ホール） - ニキ 役（Wキャスト）[29]

- 秘密結社『少女仮面劇「プロメテウスの石皿」』（2022年5月28日 - 6月5日、新宿眼科画廊） - 久遠衿 役[30]
- 「ネコにマタタビ♡アキバにレインボウ」（2022年7月17日、シアター1010） - 日替わりゲスト[31]
  - 新型コロナウイルスの濃厚接触者に該当したため降板。[32]
- 劇団☆ディアステージ第5回公演 「笑女A」（2022年9月7日 - 11日、シアターKASSAI） - 千尋 役[33]
- エムアールミュージック 『朗読劇「たすき」』（2022年10月20日 - 23日、シアターグリーンBASE THEATER）[34] - 三浦美結 役[35]
- RAVE☆塾「南無阿弥ティアラ」Bチーム（2022年11月3日 - 6日、築地本願寺ブディストホール）[36] - 三輪華蓮 役 [37]

#### 2023年
- 劇団☆ディアステージ第6回公演 「テイクショットをもう一度-カーリングと私たちの激アツな日々-」（2023年1月18日 - 22日、シアターKASSAI）[38] - 銀華 役[39]
- RAVE☆塾「かえってきた璃色リベリオン」（2023年2月2日 - 5日、築地本願寺ブディストホール）[40] - 尾灯亜美 役[41]
- Studio K'z × Alae angeli「15少女漂流記2023」（2023年3月1日 - 5日、シアターKASSAI）[42] - 佐野美保 役[43]
- RAVE☆塾「かえってきたWteen」（2023年3月30日 - 4月2日、築地本願寺ブディストホール） - 港寿美礼 役[44]
- アリスインプロジェクト「魔銃ドナー 巫/かんなぎ」（2023年5月3日 - 7日、新宿村LIVE）[45] - メルセデス 役[46]
- ILLUMINUS「イリス・ノワール -焔罪のミサ-」（2023年6月10日 - 18日、六行会ホール） - ゾーイ 役（Wキャスト）[47]
- 劇団☆ディアステージ第7回公演 「トラブルメーカーwww2 ～隣の星は青く見える～」（2023年7月5日 - 9日、築地本願寺ブディストホール）[48] - 風間戦 役[49]
- Daisy times produce 「R-20」（2023年8月16日 - 20日、萬劇場）[50] - シゲルミズキ 役[51]
- 第19回 東出有貴プロデュース公演「シの輪舞曲（ロンド）」（2023年11月23日 - 26日、ウエストエンドスタジオ）[52] - 中島成海 役[53]

#### 2024年
- 「ザ・フィクション〜役者が創る夢芝居〜 vol.6」（2024年3月2日、大塚ドリームシアター）[54]
- フォーエスエンタテインメント「バラエティーズ」（2024年3月14日 − 17日、シアター711）[55] - インチョー（宮森明菜） 役
- エクレール・シアター「Laugh＆Serious」（2024年4月17日 − 20日、ブルースクエア四谷）[56]  - 丸角小唄 役（【Serious Part】モンストロ・メモリ）[57]
- 「ザ・フィクション〜役者が創る夢芝居〜 vol.7」（2024年6月30日、大塚ドリームシアター）[58]
- POCCOPUBRE「大野清志の闇医者サボテンシリーズ phase3 『アタプエルカの洗礼』」（2024年8月21日 - 25日、シアターブラッツ）[59] - カレン 役[60]
- フォーエスエンタテインメント「教えて！検索ちゃん」（2024年10月3日 − 7日、中野Studio twl） - 森川千歳 役[61]
- 劇団バルスキッチン第39回公演「歌舞伎町ホーリーナイト」（2024年12月18日 - 22日、高島平バルスタジオ）[62] - 岡野友美 役[63]

#### 2025年
- E-Stage Topia「HAMGET」（2025年2月5日 - 9日、ザ・ポケット） - ベー子 役[64]
- POCCOPUBRE「殺し屋トレイシー兄弟の楽しすぎる夜」（2025年3月19日 - 23日、シアターサンモール）[65]
- 劇団バルスキッチン第42回公演「七夕スターダスト」（2025年7月9日 - 13日、シアターグリーンBIG TREE THEATER） - 天唱 役[66]

### 映画
- 映画「現代怪奇百物語 伍之章『鎮魂歌 ～たましずめのうた～』」（2024年7月12日）[67] - 上原梨華 役[68]
  - 2023年6月4日、7月1日に渋谷ユーロライブでイベント上映[69]

### ウェブドラマ
- YouTube 背神ドラマ「ネット怪談×百物語」シーズン6（2021年2月20日 - 4月3日、YouTube（スタイルオフィスメディアチャンネル））[70] - えまえま 役

### VRドラマ
- ナターシャの不思議なシステム ピノキオ罪（2021年6月18日） [71]

### その他
- アリスインプロジェクト「アイガク! 冬フェス・オンライン」（2020年12月18日 - 30日、ZAIKO）[72]
- 松戸競輪「ハッピー！マッピー！ファンタジー！！燦燦ムーンナイトカップ」PV（2022年） - マッピー 役[73]
- CONTE STAGE「安達健太郎と役者が漫才とトークするLIVE」（2024年4月7日、三栄町LIVE STAGE）[74]
- ライブレボルト[75] - 留守メモリ 役[76]